# Terramare
Terramare sau Pământșimare (în original Earthsea) este o lume fictivă creată de Ursula K. Le Guin pentru povestirea "The Word of Unbinding", publicată în 1964. Terramare a devenit cadrul unei serii de șase cărți, începută cu Un vrăjitor din Terramare, publicată prima dată în 1968, și continuată cu Mormintele din Atuan, Cel mai îndepărtat țărm, Tehanu, Tales from Earthsea și The Other Wind. Acțiunea tuturor se petrece în Terramare, la fel ca și acțiunea a șapte povestiri scrise de Le Guin, dintre care două nu au apărut în niciuna dintre aceste cărți.

## Geografia
Lumea din Terramare cuprinde un arhipelag vast cu sute de insule înconjurate de un ocean în cea mai mare parte necartografiat.
Termenul "arhipelag" este folosit doar pentru a desemna grupul central de insule din jurul insulei principale Havnor și a Mării Tăinuite. Insulele exterioare sunt grupate în patru Capete (Vestic, Nordic, Sudic și Estic) și în insulele Kargad, patru insule mari din nord-est locuite de națiunea războinică a kargilor. Insulele care stau în centrul acțiunilor romanelor sunt Roke și Havnor din Marea Interioară, Gont din arhipelagul nord-estic și Atuan, una dintre insulele Kargad.

## Popoare și culturi
Culturile din Terramare nu au corespondent direct în lumea noastră, cu excepția faptului că sunt asemănătoare oricărei civilizații pre-industriale. Din punct de vedere tehnologic, Terramare pare a se afla la începutul Epocii Fierului, bronzul fiind folosit încă destul de mult în locurile deficitare în fier. Tatăl lui Ged este un lucrător în bronz, iar printre arme se regăsesc cele din lemn sau din metale dure, dar ușor de lucrat.
Elementele culturale individuale din Terramare pot fi comparate cu acelea ale culturilor Pământului, fără o identificare completă. La fel ca popoarele insulelor Pacificului sau bazinului mediteranean, viața lor se bazează pe legătura cu marea. Cu toate acestea, pe insulele mari cum sunt Havnor, Semel și Way, oamenii pot duce o viață desfășurată complet în interiorul insulelor. Nici un arhipelag de pe Pământ nu deține un asemenea amestec de mărimi ale insulelor, grupate între ele și departe de orice continent cum are Terramare. Cea mai mare insulă, Havnor, care măsoară 380 de mile de la nord la sud și de la est la vest, este doar cu puțin mai mare decât Sicilia sau Mindanao și are mai puțin de jumătate din suprafața Irlandei. Însă ele sunt în general mai mari și grupate mai apropiat decât atolii din Pacific.
Climatul general din Terramare este temperat, comparabil cu latitudinile medii (pe o distanță de 1800 de mile) din emisfera nordică. Anual se produce o trecere de la verile calde la iernile reci, cu ninsori, mai ales în insulele nordice cum sunt Gont și Osskil. În regiunile sudice din Terramare poate fi mai cald.
Cu excepția insulelor Kargad, societatea din Terramare folosește un sistem de scriere numic "rune hardice". Numele sugerează o asemănare cu runele germanice, dar se pare că se folosesc câteva mii de rune, sugerând un sistem logografic similar celui chinezesc.

### Grupurile etnice
Caracteristicile rasiale ale popoarelor din Terramare cuprind, în cea mai mare parte, un colorit "roșu-brun", asemănător amerindienilor. În Sud și Est și pe Way, sunt mai negricioase, în Osskil au un aspect est-european, dar cu o piele destul de închisă, totuși, iar kargii seamănă cu popoarele nordice blonde.
Le Guin a criticat faptul că, în general, în genul fantasy se presupune apartenența personajelor la rasa albă și asemănarea societății cu cea din Evul Mediu.

## Istoria
Nașterea lui Éa este un poem de 31 de rânduri, cea mai veche tradiție orală din Terramare. El descrie cum Segoy a ridicat din ocean insulele din Terramare, spunându-le pe numele lor adevărat.
Se cunosc puține despre primii locuitori din Terramare, dar legendele sugerează că oamenii și dragonii au fost cândva o singură rasă, care au făcut o înțelegere de separare numită Vedurnan sau Verw Nadan, din cauza temperamentelor și scopurilor diferite.
La începutul istoriei oamenilor, cel mai puternic tărâm era concentrat în insulele nordice Enlad și Éa, deși el nu conducea întreaga Terramare și nu e clar dacă celelalte tărâmuri existau. Ulterior, pe măsură ce tot mai mult din Terramare a ajuns sub dominația Regilor din Enlad, centrul regatului s-a mutat din Enlad în cea mai mare insulă, Havnor, care era situată și mai central. Această dinastie de Regi Mari a condus întreaga sau aproape toată Terramare, dar a luat sfârșit după moartea lui Erreth-Akbe, regatul fragmentându-se în multe principate și domenii separate. În vremea lui Ged și la începutul seriei, acest sistem era deja vechi de milenii, deși necesitatea unui nou rege fusese profețită.

## Magia în Terramare
Magia este un element central al vieții în cea mai mare parte a Terramării, cu excepția pământurilor kargilor, unde este interzisă. Există lucrători care influențează vremea pe vase, depanatori de repară bărci și clădiri, entertaineri și vrăjitori de curte. Magia este un talent înnăscut care se dezvoltă prin antrenament. Cei mai dotați sunt trimiși la școala din Roke, unde, dacă îndemânarea și puterea lor se dovedește suficientă, pot deveni vrăjitori de sine stătători.
Una dintre temele puternice ale poveștilor este legătura dintre putere și responsabilitate. Există un mesaj taoist: vrăjitorii "buni" caută să se afle în armonie cu lumea, în timp ce vrăjitorii "răi", cum ar fi necromanții, pot dezechilibra "balanța", riscând producerea unei catastrofe. Dragonii sunt mult mai puternici, dar ei acționează instinctiv pentru păstrarea echilibrului. Doar oamenii îl amenință. În Cel mai îndepărtat țărm, Cob caută nemurirea indiferent de consecințe, deschizând o poartă între viață și moarte, care-i pune în pericol pe cei vii.
Magia de pe Terramare este preponderent verbală. Orice are un nume adevărat în Vechea Glăsuire, limba dragonilor. Cine cunoaște numele adevărat al unui obiect are putere asupra acestuia. Și persoanele au nume adevărate, dar, pentru siguranța lor, nu îl dezvăluie decât celor în care au foarte mare încredere. Un nume "obișnuit", care nu deține proprietăți magice, este suficient pentru viața de zi cu zi. De exemplu, vrăjitorul al cărui nume adevărat este Ged, este cunoscut sub numele obișnuit Șoimanul.
Un element de bază al magiei este imposibilitatea oamenilor de a minți în limba veche, așa încât magia funcționează forțând universul să se conformeze cuvintelor rostite de magician. De eexemplu, a spune în limba veche "Sunt un vultur" înseamnă că vorbitorul devine un vultur, așa încât afirmația nu mai este falsă. Consecințele acestui fapt sunt tratate în cel mai recent roman din Terramare, The Other Wind.

### Școala de Magie
Insula Roke este inima magiei din Terramare, fiind protejată de vrăji puternice, ceață și vânturi magice, care țin răul la distanță și conține locuri ale puterii, cum ar fi Dealul Roke sau Dumbrava Statornică.
Școala din Roke a fost înființată de Elehal și Yahan din Roke și de Medra din Havnor, ca un centru de învățătură, un refugiu pentru magicienii care doreau să scape de lorzii ce se foloseau de ei pentru a face rău. Puterea și influența școlii a crescut treptat, până când a ajuns ca Arhimagul, conducătorul ei, să fie considerat inferior doar regelui. De-a lungul secolelor, vrăjitorii din Roke au rămas mereu loiali, deși niciun rege nu ar fi fost capabil să se opună magiei lor. Chiar și în îndelungata perioadă în care Arhipelagul nu a avut rege, Arhimagul nu a încercat să uzurpe puterea, ci s-a strădut să păstreze echilibrul. Odată cu apariția noului rege, Lebannen, rolul școlii a trebuit să se schimbe. Când ultimul Arhimag, Ged, și-a pierdut puterile magice, nimeni nu a fost desemnat să îl înlocuiască.
Învățătura este asigurată în cadrul școlii de zece Maeștri, fiecare având o specializare:
- Maestrul Cheii-Vântului - controlează vremea
- Maestrul Mânuitor - se ocupă de crearea iluziilor
- Maestrul Vindecător - vindecă
- Maestrul Preschimbător - cunoaște arta transformării
- Maestrul Chemărilor - are abilitatea de a chema sau invoca
- Maestrul Numelor - îi invață pe studenți bazele Vechii Glăsuiri
- Maestrul Incantațiilor - profesor de muzică și incantații
- Maestrul Modelator - căutător al înțelesului și scopului
- Maestrul Gardian - paznicul porților școlii

Conducătorul lor este Arhimagul, ales de cei nouă Maeștri, deseori fiind cineva dinafara școlii. Postul Maestrului Căutător a fost desființat de primul Arhimag, Halkel, fiind înlocuit cu acela de Maestru al Incantațiilor. Tot Halkel a interzis și accesul femeilor în școală.

## Tărâmul Pustiit
Tărâmul Pustiit este locul în care ajung oamenii de pe Terramare după ce mor. Este un ținut al umbrelor și prafului, unde nu se schimbă nimic și unde "îndrăgostiții trec unul pe lângă altul în liniște". Trecând prin mari primejdii, vrăjitorii din lumea celor vii pot traversa Tărâmul Pustiit și să se întoarcă, folosind magia pentru a trece peste zidul care separă cele două ținuturi. Pe fundul văii morților se află Râul Secat și, dincolo de el, se ridică Munții Durerii. În Cel mai îndepărtat țărm, Ged își pierde puterile în Tărâmul Pustiit; incapabil să mai treacă peste zid, el și tovarășul său de călătorie, Arren, devin primii care traversează Munții Durerii pentru a reveni la viață.
În The Other Wind se povestește că Tărâmul Pustiit a fost o încercare eșuată a magilor de a deveni nemuritori. Magii au furat de la dragoni jumătate din pământul "vestic din vest" pentru a crea un paradis în care să poată locui sufletele lor. Dar, când au împrejmuit ținutul, frumusețea lui s-a risipit, căzând sub o noapte eternă în care vântul nu mai bate și sufletele nemuritoare care merg nexistă fără niciun scop. The Other Wind povestește cum este distrus zidul din jurul Tărâmului Pustiit, eliberând sufletele captive și reînnoind ciclul morții și renașterii.
Ursula Le Guin a afirmat că ideea Tărâmului Pustiit i-a venit de la "ideea greco-romană a ținutului lui Hades, din unele imagini ale operei lui Dante Alighieri și de la una dintre elegiile lui Rainer Maria Rilke."

## Creaturi

### Dragoni și Lorzi Dragoni
Dragonii trăiesc, de obicei, în Vestul îndepărtat al Terramării, dar atacă uneori insule locuite, căutând mâncare sau comori, fiind nevoie de intervenția vrăjitorilor pentru a-i alunga. În Un vrăjitor din Terramare, tânărul vrăjitor Ged ghicește numele adevărat al unui dragon, obligându-l să-i promită că nu va mai ataca oamenii.
Dragonii din Terramare nu sunt nici buni, nici răi, după standardele omenești, dar sunt foarte periculoși. Există anumite relatări despre consecințele privirii directe în ochiul unui dragon, iar Ged se ferește să facă acest lucru în câteva situații. Majoritatea dragonilor din cărțile seriei au o natură pozitivă, deși nu binevoitoare. În The Other Wind se dezvăluie faptul că dragonii și oamenii au aparținut, cândva, aceleiași rase, dar au ales să se despartă din cauza naturii lor diferite.
Dragonii îi găsesc pe oameni neinteresanți, cu excepția Lorzilor Dragoni. În Mormintele din Atuan, preoteasa Tenar îl întreabă pe Ged ce este un Lord Dragon, acesta explicându-i că nu este cineva care îi poate stăpâni pe dragoni, ci "cineva căruia dragonii îi vor vorbi" (în loc să îl mănânce). În cele cinci romane din ciclul Terramare, Ged și dușmanul său, Cob, sunt singurii Lorzi Dragoni. Cel mai faiomos Lord Dragon este Erreth-Akbe, un erou de legendă în timpurile lui Ged. El și dragonul Orm s-au omorât reciproc într-un duel.

### Gebbeth
Un gebbeth este o persoană care a fost consumată și luată în stăpânire de o putere. În Un vrăjitor din Terramare, un om posedat de o creatură pe care Ged o invocă necorespunzător, aproape îl ia prin surprindere pe vrăjitor. 
Într-o perioadă anterioară acțiunii romanelor, Dușmanul lui Morred îl transformă pe fratele lui Elfarran într-un gebbeth pe care îl folosește pentru a-l păcăli să călătorească în Fălcile lui Enlad.

### Otakii
Otakii sunt carnivore mici, îmblănite, cu un temperament agresiv, care se hrănesc cu șoareci și insecte. Sunt creaturi rare, trăind doar în patru insule din sudul Arhipelagului: Roke, Ensmer, Pody și Wathort. Vrăjitorul Ged a avut un otak pe post de animal de companie, lucru neobișnuit ținând cont că aceste creaturi rareori se încred în oameni.

### Trolii
Trolii sunt creaturi enorme cu mâini ca niște bolovani și voci grave, care slujesc pe post de gardieni și servitori pentru magicienii răi. Trolii au dispărut la un moment dat din Terramare.

## Religia în Terramare
Oamenii Arhipelagului nu venerează niciun zeu, dar anumite "Vechi Puteri" ale Pământului există dinaintea ridicării pământurilor de către Segoy. Acestea îi includ pe "Cei Nenumiți" din Atuan și Terrenon din Osskil. În Tales from Earthsea se dezvăluie că, odată, femeile puterii au vorbit cu Vechile Puteri și au învățat de la ele, dar în timpul lui Ged ele sunt considerate rele. În Mormintele din Atuan, Ged declară că Vechile Puteri nu sunt rele în sine, dar este greșit ca oamenii să interfereze cu ele sau să le venereze. 
Zeii sunt respectați în Insulele Kargad. Cei mai vechi sunt "Cei Nenumiți", venerați în Atuan. Dar respectul datorat lor a scăzut în timp, din cauza oamenilor. Regii-Zei au fost conducătorii muritori ai Insulelor Kargad. Dinastia a început cu "Regii-Preoți", dar, de-a lungul anilor, ei au ajuns să își aroge statutul de zei. Ultimul Rege-Zeu a fost detronat de Thol din Hur-at-Hur într-un război civil și a fugit în Atuan, unde a fost omorât de un preot-eunuc.

## Canonul Terramare

### Povestiri
- "The Word of Unbinding"  (1964) - în The Wind's Twelve Quarters
- "The Rule of Names"  (1964) - în The Wind's Twelve Quarters și în antologia A Treasury Of Fantasy
- "Dragonfly" (1997) - în antologia Legends și, ulterior, în Tales from Earthsea
- "Darkrose and Diamond" (1999) - publicată pentru prima dată în The Magazine of Fantasy & Science Fiction și, ulterior, în Tales from Earthsea)
- "The Finder" (2001) - în Tales from Earthsea
- "The Bones of the Earth" (2001) - în Tales from Earthsea
- "On The High Marsh" (2001) - în Tales from Earthsea

### Romane
- Un vrăjitor din Terramare (1968)
- Mormintele din Atuan (1971)
- Cel mai îndepărtat țărm (1972)
- Tehanu (1990)
- The Other Wind (2001)

### Cronologie
Cronologia internă a operelor ciclului diferă de ordinea publicării. Cu anumite aproximații, ea este următoarea:
- "The Word of Unbinding"
- "The Finder"
- "Darkrose and Diamond"
- "The Rule of Names" (aproximare)
- "The Bones of the Earth"
- Un vrăjitor din Terramare
- Mormintele din Atuan
- "On the High Marsh"
- Cel mai îndepărtat țărm
- Tehanu
- "Dragonfly"
- The Other Wind

Povestirile "The Word of Unbinding" și "The Rule of Names" nu au un loc bine stabilit în cadrul cronologiei și nu sunt complet unitare cu celelalte opere ale ciclului. Nimic nu împiedică "The Word of Unbinding" să aibă loc oricând înainte de The Other Wind, dar diferențele apărute în terminologia magică, prezența "trolilor" (necunoscuți în restul ciclului, deoarece, așa cum a declarat Le Guin "au dispărut din Terramare la un moment dat") și personajul vrăjitorului rău Voll the Fell sugerează că ar fi mai firesc să fie plasată sau înaintea timpului lui Morred, sau mai târziu, în Epoca Întunecată de după moartea lui Maharion și înaintea fondării școlii din Roke; oricum, înainte de "The Finder".   
Acțiunea din "The Rule of Names" pare a avea loc cândva în secolul anterior celei din Un vrăjitor din Terramare; Le Guin scrie că personajul principal "trebuie să se fi aflat pe Insulele Sattin cu câteva decade sau secole înainte să îl găsească Ged.... pe Insula Pendor". Dar asta poate plasa povestirea înainte sau după "Darkrose and Diamond", care are loc "în orice moment al utimelor două sute de ani din Terramare". Acțiunea din "The Rule of Names" este legată de cea din Un vrăjitor din Terramare, în timp ce "Darkrose and Diamond" este o povestire complet independentă.
"The Bones of the Earth" se petrece în timpul vieții lu Ged, cu zece ani înaintea uceniciei acestuia la Ogion, fiind legată strâns de Un vrăjitor din Terramare.
Evenimentele din Tehanu se suprapun într-o oarecare măsură cu cele din Cel mai îndepărtat țărm. Unele pasaje din Tehanu folosesc sau sunt clarificate de informații din Cel mai îndepărtat țărm.

## Premii
Fiecare roman al seriei a primit un premiu literar, printre care premiul Lewis Carroll în 1979 pentru Un vrăjitor din Terramare, medalia de onoare Newbery în 1972 pentru Mormintele din Atuan, Premiul Național de Carte pentru Cărții de Copii' în 1973 pentru Cel mai îndepărtat țărm, premiul Nebula pentru "Cel mai bun roman" în 1990 pentru Tehanu și premiul World Fantasy pentru "Cel mai bun roman" în 2002 pentru The Other Wind.

## Adaptări

### Radio
Pe 26 decembrie 1996, BBC a lansat o dramatizare radiofonică de două ore a cărții Un vrăjitor din Terramare. Adaptarea i-a avut pe Judi Dench în rolul naratorului și pe Michael Maloney în rolul lui Ged, folosind o gamă largă de actori cu accente regionale și sociale diferite, pentru a ilustra originea personajelor din Terramare (de exemplu, Estarriol și alte personaje din Capătul Estic au fost interpretați de actori cu acent galez. Adaptarea a fost lansată ulterior pe casetă audio.

### Televiziune
Sci Fi Channel a realizat un film de televiziune de trei ore, având la bază cărțile Un vrăjitor din Terramare și Mormintele din Atuan, lansându-l în decembrie 2004 în S.U.A. și de Paște în 2005 în Marea Britanie, prin intermediul Channel 4. Intitulat Legend of Earthsea, i-a deranjat pe fanii seriei Terramare (și pe Le Guin) prin anunțul că Ged și majoritatea personajelor vor fi interpretate de albi, precum și prin intermediul listei personajelor, între care apăreau "Arhimagus" și "Regele Tygath", "Diana", "Penelope" și "Marion", precum și câteva referiri la personaje "Kargide" (nu karge sau din Kargad). Practicile religioase din Atuan au fost prezentate diferit, iar celibatul vrăjitorilor din Terramare ignorat, Ged și Tenar ajungând să aibă relații sexuale.
Le Guin nu a fost implicată în niciun fel în producția filmului, dar a publicat următoarele remarci pe site-ul ei:
„Nu pot decât să admir imaginația d-lui Halmi, dar aș fi preferat să o lase deoparte pe a mea... Mă întreb dacă producătorii Stăpânului inelelor ar fi încheiat filmul cu Frodo punându-și inelul pe deget și conducând fericit până la adânci bătrânețe, susținând că asta ar fi fost "intenția" lui Tolkien. Ar fi considerat lumea că au fost "foarte, foarte fideli cărților?"”

### Anime
Filmul din 2006 al studioului Ghibli, Tales from Earthsea, are la bază mitologia din Terramare, fiind regizat de Gorō Miyazaki, fiul lui Hayao Miyazaki. În trecut, Le Guin refuzase oferta lui Hayao Miyazaki de a ecraniza seria, dar, îndrăgind filmele lui, a cedat drepturile studioului Ghibli. Povestea se bazează în principal pe elemente din a treia și a patra carte, dar Le Guin a afirmat că ecranizarea a fost "dezamăgitoare" și "complet diferită" de creația ei.